# Teletubbiesi
Teletubbiesi (engl. Teletubbies) je BBC-ijeva dječja televizijska emisija, posebno prilagođena za bebe i predškolsku djecu. Producira ju Ragddoll Productions studio. Stvorili su je Anne Wood, kreativna direktorica iz Ragdoll Productions studija, i Andrew Davenport, koji je napisao čitavih 365 epizoda ove popularne dječje serije. Serija je veoma brzo postigla poslovni i kritički uspjeh u Velikoj Britaniji, kao i izvan nje, a postala je poznata i zapamćena po svojim visokim produkcijskim vrijednostima; osvojila je nagradu Britanske akademije filmske i televizijske umjetnosti 1998. godine.
Iako je serija ciljana na djecu između prve i četvrte godine života, serija je postala svojevrsni značajni kult kod starijih generacija, pogotovo kod studenata na sveučilištima. "Teletubbiesi kažu "pa-pa!"" (ili Teletubbies say "Eh-oh!" na engleskom jeziku), jedina pjesma koja se vrti tijekom cijele serije, postigla je zavidno prvo mjesto na UK Singles Chart listi, u prosincu 1997. i ostala je među prvih 75 pjesama čitava 32 tjedna, prodajući preko milijun kopija pjesme.
Od 9. studenoga 2015. u Ujedinjenom Kraljevstvu emitira se nova serija (u Hrvatskoj nazvana Teletubbyji) u produkciji DHX Media koja je u međuvremenu kupila izvornu kuću. U Hrvatskoj se emitirala na HRT-u sa prve dvije sezone od ukupno četiri, od 4. prosinca do 20. ožujka 2018.

## Osvrt i pregled serije
Serija prikazuje četiri raznobojna Teletubbie lika, svaki sa svojim vlastitim imenom. Tinky Winky, Dipsy, Laa-Laa i Po žive u svome futurističkome domu ("Tubbytronic superdom"), koji se nalazi u krajolik s bezbroj padina. Okoliš je prepun neobično pričljivog cvijeća i zvučnim trubama nalik periskopima. Jedina prirodna fauna u čitavoj seriji jesu zečevi (iako se kroz gotovo čitavu seriju može čuti glasanje ptica, pogotovo glasanje crnoglave grmuše i carića). Klima u svijetu Teletubbiesa sunčana je i ugodna, izuzev povremenih nemirnih dana s kišom i kišnim lokvama, i snijegom tijekom božićnog razdoblja.
Teletubbiese igraju glumci odjeveni u punjene i velike kostime, iako je set na kojem se epizode snimaju dizajniran na način da ne daje nikakav smisao za opseg i mjerilo veličine njihova tijela. Kostimi nejasno nalikuju na svemirska odijela. Teletubbiesi ne nose običnu, svakodnevnu odjeću. Umjesto odjeće, imaju krzno te imaju metalne srebrnoplave pravokutne "ekrane" koji krase njihov abdomen. Ovi ekrani koriste se kako bi prikazali kratke filmske isječke, koji se obično ponavljaju bar jedanput. Kako se serija prikazuje u različitim zemljama diljem svijeta, filmski isječci prilagođeni su lokalnoj publici (britanski su isječci su standardni).
Teletubbiesi imaju proporcije tijela, ponašanje i jezik jednogodišnjeg djeteta. Tempo i dizajn čitave serije razvio je kognitivni psiholog, Andrew Davenport, koji je seriji dao temeljnu strukturu i prilagodio ju je pažnji ciljane publike. Ponavljanje gotovo svake riječi poznato je svakoj osobi koja je ikada radila s malenom djecom.
Teletubbiesi komuniciraju grgljajućim dječjim jezikom koji je predmet nekih kontroverzi među pojedinim prosvjetiteljima, koji tvrde da ovakav način izmišljenog govora nije pogodan za malu djecu i šteti im (slična primjedba postojala je prije četrdeset godina zbog još jedne dječje serije, Flower Pot Men). Teletubbiesi su u stadiju razumijevanja ljudskog govora, ali nisu još u potpunosti sposobni artikulirati ga, baš poput ciljane publike. Najčešće riječi koje Teletubbiesi izgovaraju jesu "Bok!" i "Pa-pa!", primjerice, kada Dipsy pozdravi Po s "Bok Po!", Po će mu odvratiti s "Bok Dipsy!", stalno ponavljajući pojedine riječi, kao što su "Bježi, bježi!" ili "Grli, grli!". "Grli, grli!" vjerojatno je najčešća interakcija koju će tijekom epizode svaki Teletubbies bar jednom zatražiti od drugog Teletubbiesa, ili svih Teletubbiesa, što će rezultirati entuzijastičnim grupnim zagrljajem (pripovjedač će na njihov zagrljaj svaki put zaključiti "Teletubbiesi se jako vole").
Nadrealan svijet u kojem žive zapravo su evokacija percepcije svijeta jednogodišnjaka, gdje im je rečeno što trebaju činiti i kada trebaju ići spavati, dok se događaju predivne i tajanstvene pojave, bez ikakva objašnjenja. Dijete u suncu povremeno se glasno nasmije u kratkim isječcima. Odraslima smijeh ne predstavlja nekakvu vezu sa stimulativnim i humorističnim razvitcima u zapletu serije tijekom epizode.
Prehrana Teletubbiesa isključivo se sastoji od Tubby Kreme (koju sišu kroz spiralnu zdjelicu sastavljanu od savijene slamke) i Tubby Tosta (okrugli tost sa smješkom). Jedan od njihovih prijatelja jest Noo-Noo, osjećajni usisavač.
Tijekom 2001. godine, produciranje serije otkazano je i najavljeno je da neće više biti novih epizoda. Navodno, ovo se dogodilo zbog pretjeranih zahtjeva povišenja plaća glumaca koji su nosili kostime Teletubbiesa. Doduše, kako je četverogodišnja produkcija prešla raspon ciljane publike, došlo se do zaključka da je snimanje novih epizoda nepotrebno, a postojeće će se epizode, njih 365, reprizirati tijekom narednih godina. 
U stvarnom životu, krajolik u kojem su Teletubbiesi živjeli smješten je u ruralnom Warwickshireu, u Engleskoj. Nakon 2002. godine, set je obrastao, i čekajući istek najma u 2003. godini, set je ponovno postao farma.

## Likovi

### Tinky Winky
Tinky Winky najveći je od četiri Teletubbiesa, prekriven je ljubičastim krznom te ima antenu oblika trokuta na svojoj glavi. Prepoznatljiv je po svojoj crvenoj prtljazi (u seriji, opisana je kao "čarobna torba", ali je u medijima opisana kao ženska torbica) koju često nosi tijekom većine epizoda.

### Dipsy
Dipsy je muški Teletubbies s ravnom antenom na svojoj glavi. Prekriven je zelenim krznom. Njegov najdraži predmet je njegov crno-bijeli šešir. Dipsyjev je karakter potpuno različit od ostalih likova, i često će odbiti prijedloge ostalih Teletubbiesa. Primjerice, kada je u jednoj epizodi Laa-Laa svirala gitaru, Tinky Winky i Po pobjegli su, dok je Dipsy ostao, diveći se njenom sviranju gitare.

### Laa-Laa
Laa-Laa je ženski Teletubbies, sa žutim krznom i kovrčavom antenom na glavi. Njen omiljen predmet njena je narančasta lopta. Veoma je zabrinuta za dobrobit ostalih i sebe smatra najboljom pjevačicom te obožava zabavu.

### Po
Iako je spol ovog Teletubbiesa nepoznat široj javnosti, većina Po smatra muškim Teletubbiesom. Po je najmanji od četiri Teletubbiesa, i najčešće upada u nevolje, primjerice, trčeći preko drugih kako bi napravio Tubby nadjev. Njegova omiljena razbibriga jest vožnja romobilom. Od svih Teletubbiesa, Po se najčešće obraća publici.

## Kontroverze oko Tinky Winkyija
Jedan od Teletubbiesa, Tinky Winky, privlači pažnju još uvijek postojećom kontroverzom iz 1999. godine, zbog njegova nošenja crvene torbice koja nalikuje ženskoj torbici.
U veljači, 1999. članak u novinama National Liberty Journal, izdanih od pastora evanđeoske crkve, Jerryja Falwella, koji je u članku upozoravao na moguću Tinky Winkyijevu homoseksualnost, navodeći da je ljubičaste boje, koja je jedna od boja gay pridea, i ima trokutastu antenu, što je simbol gay pridea.
Glasnogovornik Itsy Bitsy Entertainment Co., koji je licencirao likove i SAD-u, tvrdi da se radi o čarobnoj torbi. 
U incidentu dojavljenom 2000. godine, djevojčičin je Tinky Winky lutak izgovarao riječi "I've got a gun, I've got a gun" ("Imam pištolj, imam pištolj"). Kenn Viselman, predsjednik Itsy Bitsy Entertainment Co., ustvrdio je da je lutak zapravo govorio "Again, Again" ("Opet, opet").

## Satira
U vrhuncu njene popularnosti, serija je postala meta raznih izrugivanja, i u raznim emisijama i serijama prikazivana su parodije na nju.
Nekoliko epizoda Simpsona imaju parodije na Teletubbiese. Zapamćene epizode jesu "Days of Wine and D'oh'ses" gdje lik imena Gaa Gaa govori "Hurt everyone" ("Povrijedi svakoga") ali se ne obraća pažnja na to zbog "slatkog imena" samog lika, i "Blame it on Lisa" u kojoj Bart gleda brazilski dječji obrazovni program imena "Teletoobies" koja ima drukčiju pretpostavku, ali je naslov očita igra riječi s Teletubbiesima.
Australska crtana emisija, Full Frontal, uključivala je mnoge isječke koji su prikazivali "Telestubbiese", imena Tipsy, Drinky-Drinky, Blah i Paro. Svi nalikuju na Teletubbiese, omotani su australskim etiketama piva, s podlošcima za pivo na glavama, i besciljno su lutali gradom čineći razne zločine.
Mai Time, novozelandska emisija, imala je isječke imena Smellie Grubbies (Smrdljivi prljavci), a likovi su nazvani Stinky Winky, Dipstick, Mars Bar i Poo.

## Alternativna imena
Teletubbiesi su mijenjali sadržaja kako bi se prilagodili emitiranju u različitim državama, često mijenjajući i sam naziv serije.
- Teletabbisu (テレタッビス) – japanski naziv (katakana)
- ტელეღიპუცები - gruzijski naziv
- Teletupsud – estonski naziv
- Teletapit – finski naziv
- Les Télétubbies – francuski naziv
- Stubbarnir – islandski naziv
- Teletubbanna – irski naziv
- Teletubbiene – norveški naziv
- Teletubisie – poljski naziv
- Телепузики (Telepuziki) – ruski naziv
- Telebajski – slovenski naziv
- Teletubbies – švedski naziv
- Teletobi (꼬꼬마 텔레토비) – korejski naziv
- Teletabiai – litvanski naziv
- Los Teletubbies (izgovara se teh-leh-TUB-bis) – latinoamerički naziv
- Teletabisi – srpski naziv
- Teletabiler – turski naziv